# Nation Daʼnaxdaʼxw/Awaetlatla
La Nation Daʼnaxdaʼxw/Awaetlatla  est un gouvernement de Première Nation dans le nord de l’île de Vancouver en Colombie-Britannique, au Canada. Sa principale communauté est la communauté d’Alert Bay, en Colombie-Britannique, dans la région du détroit de la Reine-Charlotte. Il y a environ 225 membres de la nation Daʼnaxdaʼxw/Awaetlatla en 2019. La nation est membre du Conseil de district de Kwakiutl et, aux fins de négociation de traités, du groupe de traité Winalagalis qui comprend trois autres membres du conseil de district de Kwakiutl (la Première Nation Quatsino, la Nation Gwa'Sala-Nakwaxda'xw et la Tlatlasikwala.
La nation Daʼnaxdaʼxw/Awaetlatla était autrefois connue sous le nom de Première nation Tanakteuk (Tanakteuk est une anglicisation différente de Daʼnaxdaʼxw).
En janvier 2019, la nation Daʼnaxdaʼxw n’avait aucun traité avec le gouvernement du Canada ou le gouvernement de la Colombie-Britannique, mais la nation est à l’étape 4 de 6 des négociations de principe avec le gouvernement de la Colombie-Britannique. Des accords antérieures ont déjà été conclues avec le gouvernement de la Colombie-Britannique, notamment des ententes sur la foresterie et la réconciliation.